# Venezia (Wein)
Venezia ist die Bezeichnung für Weiß-, Rosé-, und Rotweine sowie Schaumweine aus den Provinzen Venedig und Treviso, die seit dem 22. Dezember 2010 eine kontrollierte „Herkunftsbezeichnung“ („Denominazione di origine controllata“ – DOC) besitzen, die zuletzt am 7. März 2014 aktualisiert wurde.

## Anbau
Anbau und Vinifikation sind in den gesamten Provinzen Venedig und Treviso gestattet.
Im Jahr 2017 wurden 125.977 hl DOC-Wein hergestellt.

## Erzeugung
Verschnittweine (Cuvées)
- Venezia Rosato oder Venezia Rosé (auch als Frizzante oder Spumante): muss mindestens 70 % Raboso Piave und/oder Raboso Veronese enthalten. Höchstens 30 % andere analoge Rebsorten, die für den Anbau in den Provinzen Venedig und Treviso zugelassen sind, dürfen zugesetzt werden.
- Venezia Rosso: muss mindestens 50 % Merlot enthalten. Höchstens 50 % andere analoge Rebsorten, die für den Anbau in den Provinzen Venedig und Treviso zugelassen sind, dürfen zugesetzt werden.
- Venezia Bianco Frizzante und Venezia Bianco Spumante: müssen zu mindestens 50 % aus den Rebsorten Verduzzo Friulano und/oder Verduzzo Trevigiano und/oder Glera bestehen. Höchstens 50 % andere analoge Rebsorten, die für den Anbau in den Provinzen Venedig und Treviso zugelassen sind, dürfen zugesetzt werden.

Fast sortenreine Weine
Die erzeugten Weine müssen jeweils mindestens 85 % der genannten Rebsorte enthalten. Höchstens 15 % andere analoge Rebsorten, die für den Anbau in den Provinzen Venedig und Treviso zugelassen sind, dürfen zugesetzt werden. Folgende Weintypen werden erzeugt:
- Venezia Merlot
- Venezia Cabernet Sauvignon
- Venezia Cabernet Franc
- Venezia Chardonnay
- Venezia Pinot Grigio